# Szczypiorno
Szczypiorno ist seit 1978 ein Stadtteil im Südwesten der polnischen Kreisstadt Kalisz an der Ausfallstraße DK 25 in Richtung Ostrów Wielkopolski und weiter nach Breslau und Kattowitz. Der Stadtteil besitzt einen eigenen Haltepunkt an der Bahnstrecke Łódź–Forst (Lausitz).
Im Stadtteil befinden sich ein Ausbildungszentrum für Gefängnisangestellte und ein ukrainischer Soldatenfriedhof.
Im Ersten Weltkrieg gab es hier ein Internierungslager für Soldaten der Polnischen Legion. 1918 wurden in diesem Lager deutsche Kriegsgefangene inhaftiert. 1919 hielt man hier u. a. den ehemaligen preußischen Landrat und späteren Sejmabgeordneten Eugen Naumann im Internierungslager/ Gefangenenlager für sechs Monate fest. Von 1920 bis 1924 wurden Soldaten der Volksrepublik Ukraine interniert.
Seit 1917 brachten die deutschen Wachleute den polnischen Gefangenen das bis dato den Polen unbekannte Handballspielen bei. Deshalb werden Handballspieler in der polnischen Sprache auch Szczypiorniści genannt.